# Porzana nigra
Porzana nigra foi uma espécie de ave da família Rallidae.
Foi endémica da Polinésia Francesa.
Foi extinto devido à perda de habitat.